# 1903–1904-es északír labdarúgó-bajnokság (első osztály)
Az 1903–1904-es Irish League volt a 14. alkalommal megrendezett, legmagasabb szintű labdarúgó-bajnokság Észak-Írországban. A szezonban 8 klubcsapat vett részt.
A címvédő a Lisburn Distillery volt. A bajnokságot a Linfield csapata nyerte meg.

## Tabella
| Hely. | Csapat                        | M  | Gy | D | V  | G+ | G– | Gk  | P  | Továbbjutás vagy kiesés |
| ----- | ----------------------------- | -- | -- | - | -- | -- | -- | --- | -- | ----------------------- |
| 1.    | Linfield                      | 14 | 12 | 2 | 0  | 47 | 9  | +38 | 26 | A szezon bajnoka        |
| 2.    | Lisburn Distillery            | 14 | 8  | 4 | 2  | 35 | 13 | +22 | 20 |                         |
| 3.    | Glentoran                     | 14 | 7  | 6 | 1  | 20 | 10 | +10 | 20 |                         |
| 4.    | Belfast Celtic                | 14 | 5  | 2 | 7  | 24 | 17 | +7  | 12 |                         |
| 5.    | Cliftonville                  | 14 | 5  | 2 | 7  | 22 | 31 | −9  | 12 |                         |
| 6.    | Bohemian                      | 14 | 4  | 3 | 7  | 24 | 33 | −9  | 11 |                         |
| 7.    | Derry Celtic                  | 14 | 3  | 2 | 9  | 17 | 26 | −9  | 8  |                         |
| 8.    | King's Own Scottish Borderers | 14 | 1  | 1 | 12 | 11 | 61 | −50 | 3  | Visszalépett            |

## Meccstáblázat
| Hazai \ Vendég                | BCE | BOH | CLI | DCE | DIS | GLT | KOS | LIN |
| ----------------------------- | --- | --- | --- | --- | --- | --- | --- | --- |
| Belfast Celtic                | —   | 6–0 | 3–0 | 1–0 | 1–2 | 1–0 | 5–1 | 0–2 |
| Bohemian                      | 2–2 | —   | 3–1 | 2–1 | 0–2 | 0–0 | 8–0 | 2–4 |
| Cliftonville                  | 2–1 | 1–2 | —   | 1–0 | 3–3 | 1–1 | 5–1 | 1–8 |
| Derry Celtic                  | 0–0 | 4–1 | 0–2 | —   | 1–1 | 2–3 | 2–0 | 2–3 |
| Lisburn Distillery            | 2–1 | 5–1 | 3–1 | 2–1 | —   | 1–1 | 7–0 | 0–1 |
| Glentoran                     | 2–1 | 2–0 | 4–2 | 1–0 | 0–0 | —   | 3–0 | 1–1 |
| King's Own Scottish Borderers | 3–2 | 2–2 | 1–2 | 2–3 | 0–6 | 1–2 | —   | 0–7 |
| Linfield                      | 1–0 | 3–1 | 1–0 | 7–1 | 2–1 | 0–0 | 7–0 | —   |